# Căpotești (okręg Vaslui)
Căpotești – wieś w Rumunii, w okręgu Vaslui, w gminie Pădureni. W 2011 roku liczyła 119 mieszkańców.